# دولاب الزمن (مسلسل)
دولاب الزمن هو مسلسل (أردني - خليجي) مشترك. تم تصوير هذا العمل في السعودية والأردن.

## نبذة عن العمل
تدور أحداث المسلسل عن قصة من القصص المعاصرة التي نراها بمجتمعنا فهنا شابة جميلة اسمها هيفاء والذي لم ينجب والدها (أبو عادل) غيرها من أمها (أم هيفاء) ورغم حب الوالد لأن يرزق بولد إلا انه بقي على حبه لأم هيفاء والتي تشكو من عدة أمراض وكانت أم هيفاء تشعر برغبة زوجها بأن يكون له ولد يخلفه من بعده وراحت تحثه على الزواج من أخرى وتزوج أبو عادل من (سارة) وهي ابنة شريكه في المصنع (ناصر أبو سارة) وبعد سنة من الزواج تنجب سارة ولداً فيسميه والده «عادل» وهنا تشعر سارة بالسعادة أنها أنجبت لعدنان أبو عادل الولد وتبدأ بكيل التهم والاتهامات لهيفاء وأمها ولم تتوقف سارة عن تحريض زوجها ضد أم هيفاء وابنته هيفاء رغم مرض زوجته الأولى بمرض خطير وهو ورم في الدماغ.
الأحداث تتطور وتتشابك لتقديم قصة هيفاء وأمها ونتائج تصرفات الأب الذي أعطى زوجته سارة حق التصرف في أمور المنزل وتجاهل دور زوجته الأولى كما أن سارة لم تكتف بكيل التهم والتحريضات على هيفا وأمها بل كانت تستغل أبو عادل ماديا كيفما استطاعت ذلك فبددت أمواله وأحس شركاؤه بمصنع الدهان بذلك واخبروه انه أصبح مديون للمصنع وانه لم يصبح شريكا فأثاره ذلك وخرج من المصنع هائجا واثر ذلك على قيادته السيارة مما أدى به إلى عمل حادث أودى بحياته.

## المشاركون في العمل
يذكر أن المسلسل يضم نخبة من نجوم الخليج والأردن وهم الفنان السعودي علي إبراهيم و الفنانة هيفاء حسين في دور هيفاء والفنانة إيمان القصيبي في دور نوال والفنانة سعاد علي في دور ميمونة والفنان الكويتي محمد جابر بدور أبو عادل والفنانة نادية عودة في دور سمر والفنانة الإماراتية هدى الخطيب بدور أم مشاري والفنان القدير محمد الجناحي في دور أبوعلي والفنانة فاطمة الحوسني بدور أم عادل والفنان مهدي البقمي بدور ناصر والفنان الشاب ماجد مطرب فواز بدور مشاري والفنان محمد الحجي بدور خالد والفنان علي المدفع بدور حمد والفنان أحمد العليان والفنانة الأردنية عبير عيسى والفنانة القديرة نادرة عمران والفنانة شفيقة الطل والفنانة مديحة الحيدري من اليمن ونخبة من ألمع نجوم الخليج والأردن.
وهو قصة للكاتبة تالا النمر وسيناريو وحوار الفنان مهدي البقمي وقام بإخراج العمل المخرج الأردني محمد العوالي ويساعد بالإخراج محمد العلمي ويدير إنتاج العمل الأستاذ أحمد نعمان كما يصور هذا العمل المصور محمد العبادي ويقوم بعملية المونتاج للعمل الأستاذ القدير عبد الرحمن البسيوني، فيما يتولى الإشراف العام لأستاذ بشير أبو صخربشير وينفذ العمل الأستاذ عبد الكريم النمر، والتصميم والجرافيكس كان من نصيب عمر النمر ويساعده إبراهيم سارة والعمل من إنتاج مؤسسة بشير للإنتاج والتوزيع الفني بالرياض.